# Galesburg (Kansas)
Galesburg és una població dels Estats Units a l'estat de Kansas. Segons el cens del 2000 tenia 150 habitants.

## Demografia
Segons el cens del 2000, Galesburg tenia 150 habitants, 59 habitatges, i 46 famílies. La densitat de població era de 340,7 habitants/km².
Dels 59 habitatges en un 33,9% hi vivien nens de menys de 18 anys, en un 67,8% hi vivien parelles casades, en un 6,8% dones solteres, i en un 22% no eren unitats familiars. En el 22% dels habitatges hi vivien persones soles l'11,9% de les quals corresponia a persones de 65 anys o més que vivien soles. El nombre mitjà de persones vivint en cada habitatge era de 2,54 i el nombre mitjà de persones que vivien en cada família era de 2,93.
Per edats la població es repartia de la següent manera: un 30% tenia menys de 18 anys, un 9,3% entre 18 i 24, un 20,7% entre 25 i 44, un 21,3% de 45 a 60 i un 18,7% 65 anys o més.
L'edat mediana era de 36 anys. Per cada 100 dones de 18 o més anys hi havia 105,9 homes.
La renda mediana per habitatge era de 32.250 $ i la renda mediana per família de 33.500 $. Els homes tenien una renda mediana de 29.000 $ mentre que les dones 22.188 $. La renda per capita de la població era de 12.713 $. Entorn del 8,3% de les famílies i el 13,8% de la població estaven per davall del llindar de pobresa.

## Poblacions més properes
El següent diagrama mostra les poblacions més properes.